# A Midsummer Night's Sex Comedy
A Midsummer Night's Sex Comedy is een film uit 1982 van regisseur Woody Allen. Het is een komedie over drie stellen die elkaar rond de eeuwwisseling ontmoeten in een buitenverblijf en merken dat het woud bij het huis magische krachten huisvest. De titel verwijst naar Shakespeares komedie A Midsummer Night's Dream.

## Verhaal
Beurshandelaar en uitvinder Andrew en zijn vrouw Adrian nodigen enkele vrienden uit voor een weekeindje op hun in een stuk idyllische natuur gelegen boerderij. Hun huisvriend Maxwell, een arts, zal Dulcy meebrengen, een knappe verpleegster die hij net in dienst heeft genomen en die altijd wel in is voor een avontuurtje. Een tweede koppel zal opduiken: de oude professor Leopold en zijn veel jongere verloofde Ariel. Leopold wil namelijk zijn nichtje Adrian nog bezoeken vooraleer hij de volgende dag met Ariel in het huwelijk zal treden. Wanneer Adrian de naam van Leopolds bruid van uitspreekt begrijpt hij dat het waarschijnlijk gaat om een oude vlam van hem. Iedereen heeft zo zijn problemen. Andrew en Adrian hebben al in geen tijden seks gehad, terwijl Maxwell nauwelijks zijn libido kan bedwingen. Ook botert het niet echt tussen de oudere Leopold en de veel jongere Ariel.
Al snel worden er stiekeme afspraakjes gemaakt. Ariel wordt belaagd door Maxwell. Andrew voelt zijn gevoelens voor Ariel weer oplaaien en beklaagt zich tegenover haar dat ze nooit seks gehad hebben indertijd. Leopold van zijn kant wil nog een laatste keer ontrouw zijn vooraleer hij trouwt en zit achter een bereidwillige Dulcy aan. Ook een jaloerse Adrian krijgt plotseling weer zin in haar man. 
Er is veel plezier om de bizarre uitvindingen van Andrew, en al snel ontdekken de zes het prachtige woud rond de boerderij. Het woud lijkt over magische krachten te beschikken, krachten die liefde en seks weer doen opbloeien. Er wordt hier en daar van partner gewisseld en onder invloed van de magische lantaarn van Andrew die een romantische versie laat zien van een bovenmenselijke wereld krijgt iedereen zijn portie magie, seks en liefde.

## Rolverdeling
| Acteur                    | Personage |
| ------------------------- | --------- |
| Mia Farrow                | Ariel     |
| Woody Allen               | Andrew    |
| Mary Steenburgen – Adrian |           |
| Tony Roberts – Maxwell    |           |
| July Hagerty – Dulcy      |           |
| José Ferrer – Leopold     |           |

## Achtergrond
In A Midsummer Night’s Sex Comedy voert Allen een komedie op die losjes is gebaseerd op op La Règle du jeu van Jean Renoir en Sommarnattens leende (Glimlach van een zomernacht) van Ingmar Bergman uit 1950. Ook is er de magie van Shakespeares A Midsummer Night's Dream, en diens sprookjesfiguren zoals de elf Ariel. Hoewel de neuroses volop bloeien lijkt Allen zelf ook onder de invloed van de magie van het woud en voert met zijn medeacteurs een charmant sprookje op gevuld met overspel, seks en romantiek.
De film opende in 501 Noord-Amerikaanse bioscopen, en bracht daar in het openingsweekeinde $2.514.478 op. In totaal bracht de film $9.077.269 op.

## Prijzen en nominaties
In 1983 werd A Midsummer Night's Sex Comedy genomineerd voor een Golden Raspberry Award in de categorie slechtste actrice (Mia Farrow), maar verloor die aan de film Butterfly.